# Felix Jaeger
Felix Jaeger (* 17. Februar 1997 in Gummersbach) ist ein deutscher Handballspieler.

## Karriere
Jaeger wurde in der Handballakademie des VfL Gummersbach ausgebildet. In der B-Jugend wurde er mit dem VfL Deutscher Vize-Meister. In der Saison 2015/16 spielte Jaeger in der Oberliga für die TuS Derschlag, die in dieser Spielzeit zusammen mit dem VfL eine Spielgemeinschaft namens Handball Sport Gummersbach/Derschlag bildete. In Gummersbach wurde er erstmals in der 3. Liga eingesetzt. Zur Saison 2017/18 wechselte Jaeger aus der zweiten Mannschaft des VfL Gummersbach zum Drittligisten SG Leutershausen. Im September 2017 wurde er mit einem Zweitspielrecht beim Erstligisten TVB 1898 Stuttgart ausgestattet. Zur Saison 2019/20 wechselte Felix Jaeger in die 2. Bundesliga zum Aufsteiger HSG Krefeld. Im Januar 2020 wechselte er zum Ligakonkurrenten HSG Konstanz. Ein Jahr später schloss sich Jaeger dem Zweitligisten DJK Rimpar an. Im Sommer 2022 schloss sich Jaeger dem HSC 2000 Coburg an. Im Februar 2025 verließ Jaeger Coburg und schloss sich dem Drittligisten SGSH Dragons an.
Jaeger spielte auf der Position eines Rückraumspielers.

## Persönliches
Felix Jaeger ist der Sohn von Gunnar Jaeger, der ebenfalls als Handballprofi aktiv war. Der Nationalspieler wurde mit dem VfL Gummersbach Deutscher Meister.